# Bourgvallées
Bourgvallées é uma comuna francesa na região administrativa da Normandia, no departamento da Mancha. Estende-se por uma área de 48.27 km². Em 2010 a comuna tinha 3 308 habitantes (densidade: 68,5 hab./km²).
Foi criada em 1 de janeiro de 2016, a partir da fusão das antigas comunas de Gourfaleur, La Mancellière-sur-Vire, Saint-Romphaire e Saint-Samson-de-Bonfossé (sede da comuna). Em 1 de janeiro de 2019, as antigas comunas de Le Mesnil-Herman e Soulles também foram incorporadas.